# Linha Setentrional
A Linha Setentrional ou Linha do Norte (em sueco: Norra stambanan; lit. "Linha ferroviária principal do Norte") é uma via férrea no Norte da Suécia, ligando Gävle/Storvik a Ånge.                       

Hoje em dia, seu nome designa vulgarmente a linha Estocolmo-Luleå.

Com extensão de 280 quilômetros, tem via única e dupla e está completamente eletrificada.

A construção desta linha ferroviária foi motivada pela necessidade de facilitar o transporte dos produtos da Norlândia - aço e produtos florestais - para o sul e para a costa do país. O traçado da linha foi determinado por interesses militares estratégicos, na perspetiva da época - evitar a proximidade da costa (antikustprincipen), para não propiciar os ataques marítimos, e permitir o transporte de tropas suecas em caso de invasão pela costa do Mar Báltico. 

## Itinerário
- Gävle/Storvik[6]
- Ockelbo[6]
- Bollnäs[6]
- Ljusdal[6]
- Ånge[6]
- Bräcke[6]

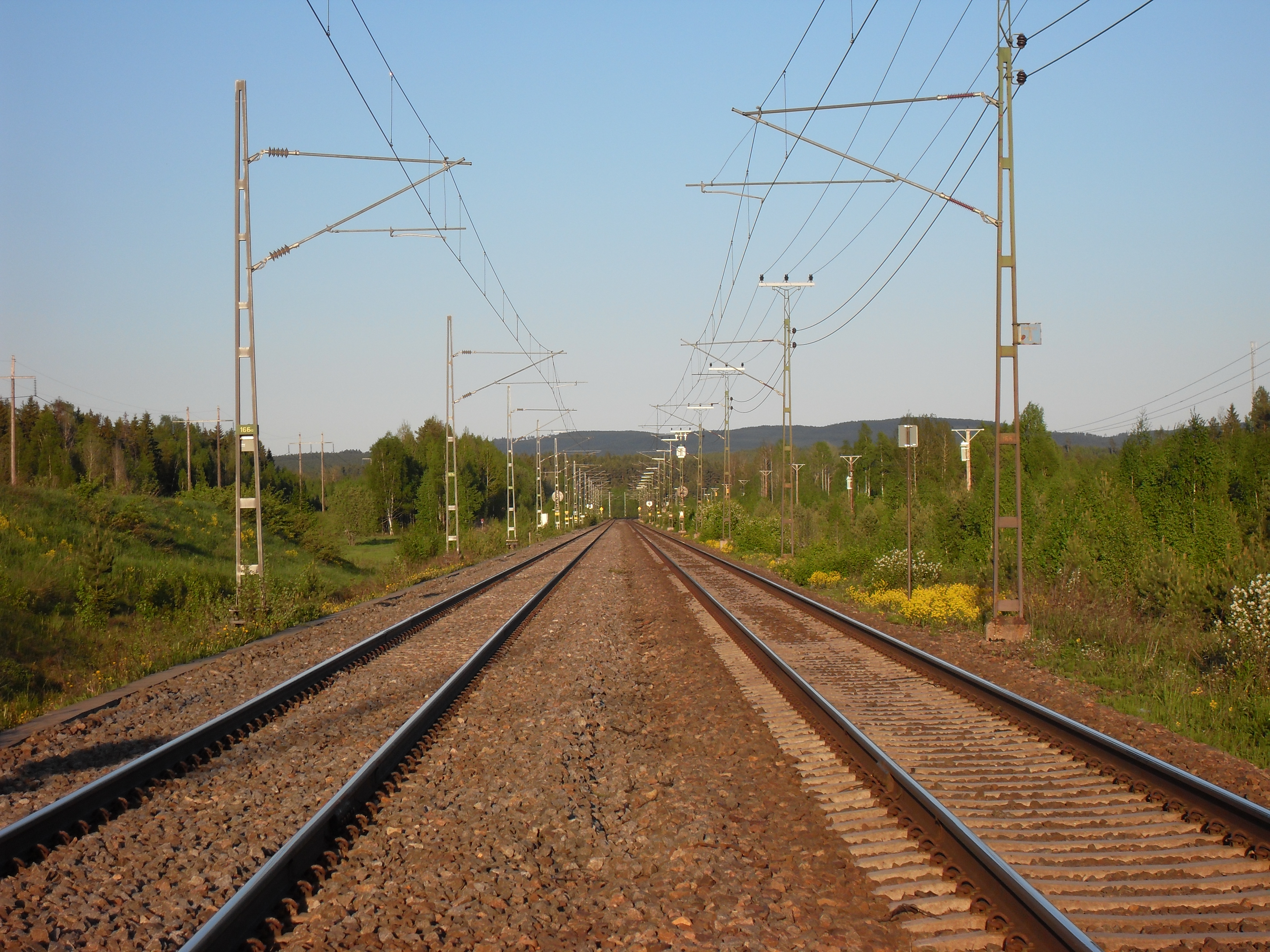
A Linha do Norte em Ljusdal
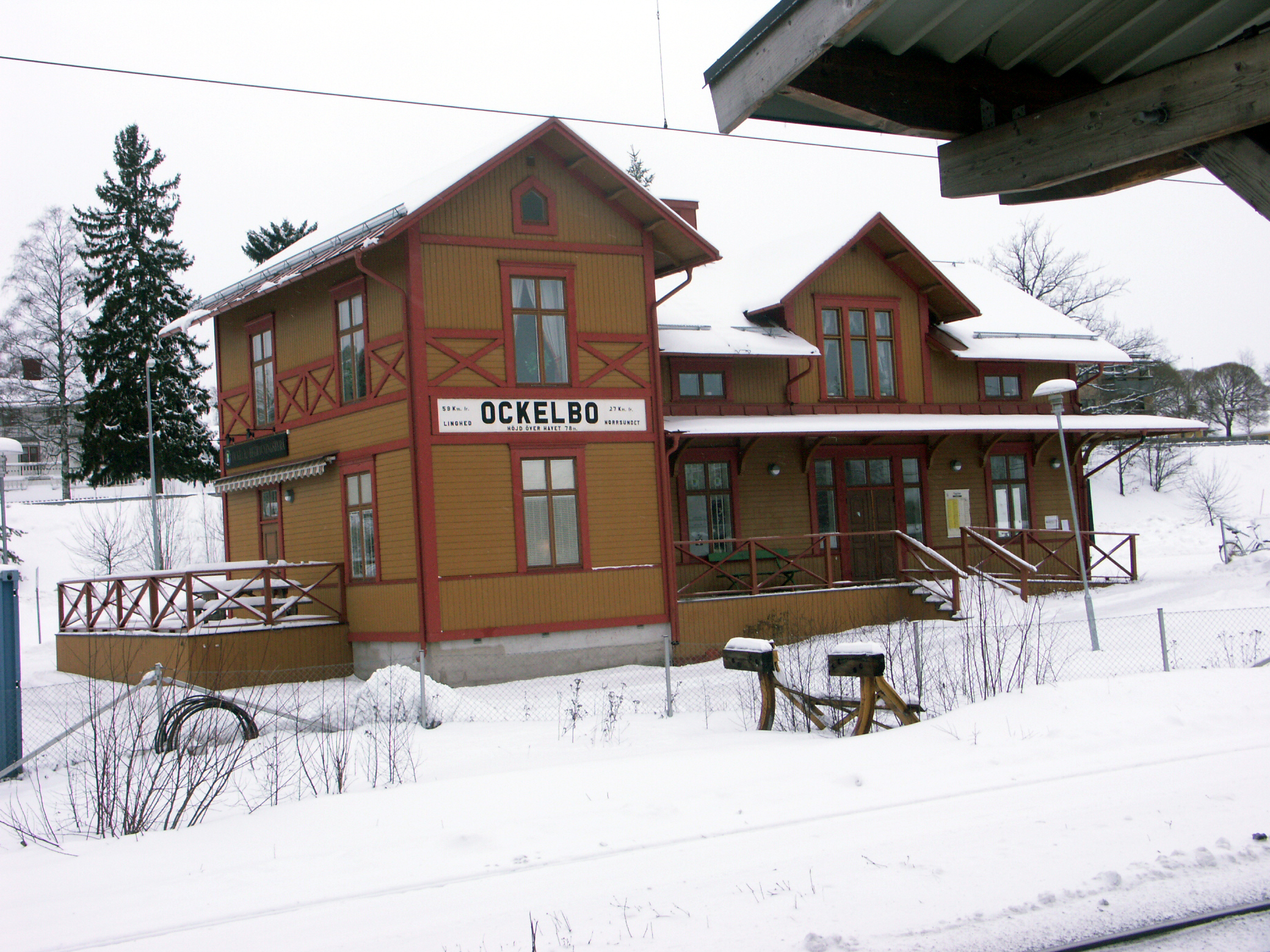
A estação de Ockelbo
- Ficheiro:Gävle station utanför 1.jpgAestação de Gävle
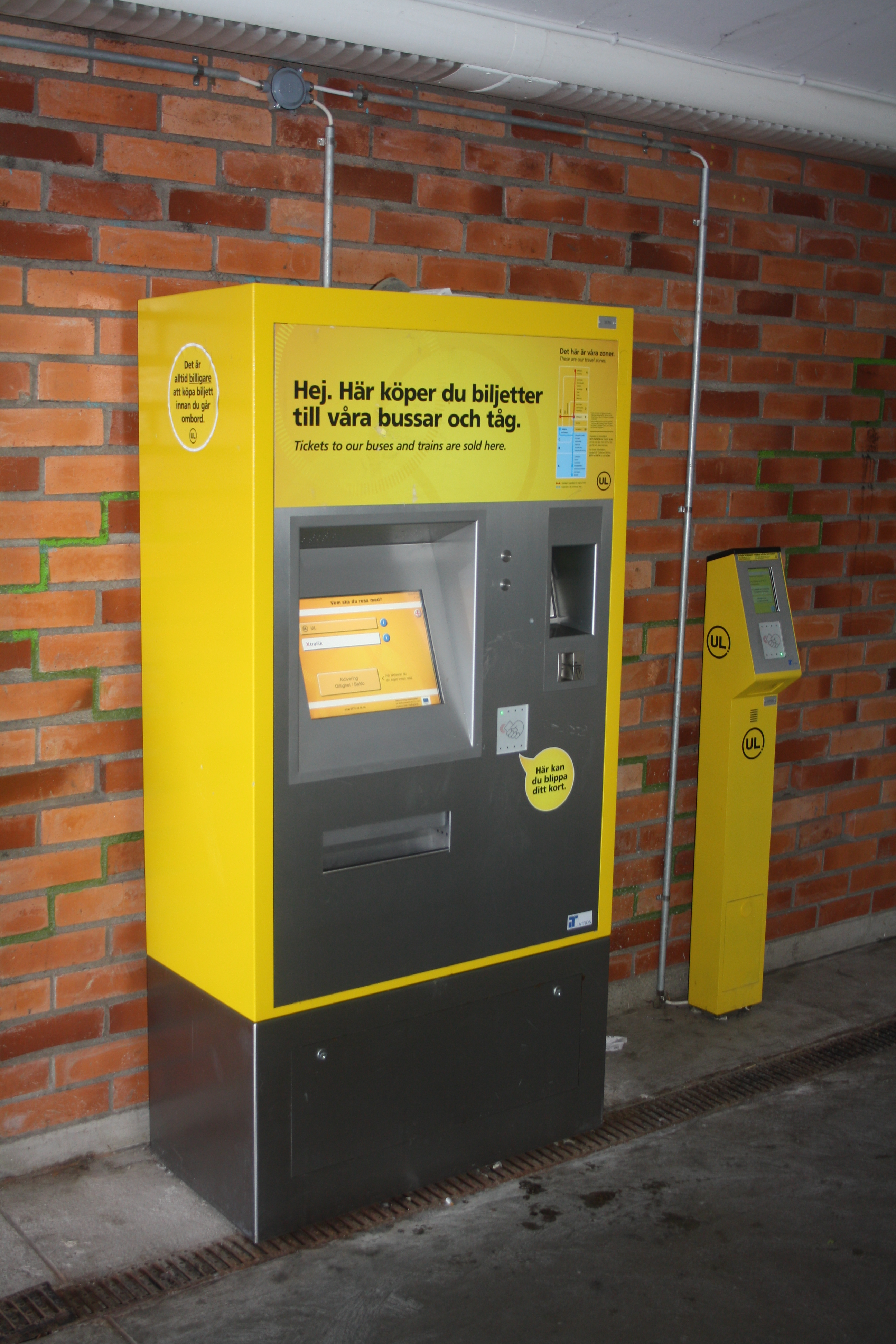
Máquina automática de compra de bilhetes